# Сабиха Касимати
Сабиха Касимати (на албански: Sabiha Kasimati; 15 февруари 1912 г. – 26 септември 1951 г.) е албански ихтиолог и дисидент по време на комунистическия режим в Албания. Тя е една от жертвите на режима на Енвер Ходжа, който е неин съученик. Разстреляна по време на събитията през 1951 г.

## Биография
Касимати е родена в Одрин, където баща ѝ практикува като лекар. Семейството ѝ се завръща в Корча в Албания и Касимати е първото момиче, което учи в Албанския национален лицей в града. Един от съучениците ѝ е бъдещият диктатор Енвер Ходжа.
По-късно изучава биология. Постигнатите от нея резултати ѝ позволяват да получи стипендия за обучение в чужбина. Посещава университет в Торино в Италия, където постига отлични оценки. Завръща се да работи в Албанския ноучен институт в Тирана, след като отхвърля предложение за работа в университета в Торино. Тя стана първият ихтиолог на Албания, работейки под ръководството на Селахудин Тото. Прекарва повече от десетилетие, документирайки рибите в страната си от научна и икономическа гледна точка, тъй като смята, че това е неизползван ресурс. Игнорира тогавашните социални норми и живее сама в апартамент в Тирана, но активно участва в интелектуалния живот на града.
След като бившият ѝ съученик идва на власт, Касимати е силно разтревожена, когато първата жена-писателка на Албария е интернирана, а бившият ѝ учител Селахудин Тото е екзекутиран. Касимати провежда разговор с Ходжа, но без резултат.
По-късно е обвинена, че е участвала в заговора за поставяне на бомба в съветското посолство, но случаят изцяло е изфабрикуван. 
Касимати е обвинен по новия Закон за агитация и пропаганда срещу държавата и умира близо до Тирана. Тя е застреляна без съдебен процес в нощта на 26 септември 1951 г. Касимати и останалите екзекутирани без съдебен процес, са погребани в поле, недалеч от Тирана.

## Памет
Огромната ѝ работа е публикувана, но под друго име. Трудът „Рибите на Албания“, документиращ рибните ресурси на албанските езера, реки и морета е публикувана под името на руския учен Анатолий Поляков и двама албански изследователи през 1955 г.
Касимати е призната за основоположник на идеята за Националния научен музей на Албания. През октомври 2018 г. е обявено, че Албанският национален музей на науката ще носи нейното име и част от музея е отделена за житейската ѝ история.